# جلان كليج
جلان كليج هو سياسي كندي، ولد في 2 أكتوبر 1933 في كندا، وتوفي بنفس المكان في 20 مايو 2016. حزبياً، نشط في الرابطة التقدمية المحافظة في ألبرتا ‏. وقد انتخب عضو الجمعية التشريعية ألبرتا.